# 80 (číslo)
Osmdesát je přirozené číslo. Následuje po číslu sedmdesát devět a předchází číslu osmdesát jedna. Řadová číslovka je osmdesátý. Římskými číslicemi se zapisuje LXXX. Tutéž číselnou hodnotu má i hebrejské písmeno pe.

## Matematika
- Součtem některých jeho dělitelů (např. 1 + 4 + 5 + 10 + 20 + 40) dává 80 a tedy 80 je semiperfektní číslo.
- Paretův princip (zvaný též jako „pravidlo 80/20“) tvrdí, že 80 % důsledků (např. zisk nebo počet zmetků) pramení z 20 % příčin (např. produkty nebo celková výroba).

## Chemie
- 80 je atomové číslo rtuti[1]
- 80 je nukleonové číslo nejběžnějšího izotopu bromu

## Astronomie
- NGC 80 je čočková galaxie vzdálená od nás zhruba 262 milionů světelných let a nacházející se v souhvězdí Andromedy
- M80 je označení kulové hvězdokupy v souhvězdí Štíra v Messierově katalogu
- (80) Sappho je název planetky objevené v roce 1864 Normanem R. Pogsonem

## Ostatní
- Standardní číslo TCP/IP portu pro HTTP je 80
- Termín osmdesátiletá válka označuje nizozemský boj o nezávislosti proti španělské nadvládě mezi roky 1568 a 1648
- 80A, 80B a 80C jsou fotografické filtry pro kompenzaci červeného nádechu pod žárovkovým osvětlením
- Audi 80 je automobil německé automobilky Audi
- T-80 je sovětský tank

## Roky
- 80
- 80 př. n. l.
- 1980